# Ladies Open Lausanne 2021 - Qualificazioni singolare
Le qualificazioni del singolare del Ladies Open Lausanne 2021 sono state un torneo di tennis preliminare per accedere alla fase finale della manifestazione. Le vincitrici dell'ultimo turno sono entrate di diritto nel tabellone principale. In caso di ritiro di una o più giocatrici aventi diritto, a queste sono subentrate le Lucky loser, ossia le giocatrici che hanno perso nell'ultimo turno ma che avevano una classifica più alta rispetto alle altre partecipanti che avevano comunque perso nel turno finale.

## Teste di serie
1. Astra Sharma (qualificata)
2. Lucia Bronzetti (qualificata)

1. Ulrikke Eikeri (qualificata)
2. Valentini Grammatikopoulou (qualificata)

### Qualificate
1. Astra Sharma
2. Lucia Bronzetti

1. Ulrikke Eikeri
2. Valentini Grammatikopoulou

## Tabellone

### Legenda
| - Q = Qualificato - WC = Wild card - LL = Lucky loser | - ALT = Alternate - SE = Special Exempt - PR = Protected Ranking | - w/o = Walkover - r = Ritirato - d = Squalificato |

### Sezione 1
|  | Primo turno |                      |   |   |   |  |
|  |             |                      |   |   |   |  |
|  | 1           | Astra Sharma         | 5 | 6 | 6 |  |
|  |             | Valentina Ivachnenko | 7 | 2 | 1 |  |

### Sezione 2
|  | Primo turno |                 |   |   |   |  |
|  |             |                 |   |   |   |  |
|  | 2           | Lucia Bronzetti | 3 | 6 | 6 |  |
|  | WC          | Ylena In-Albon  | 6 | 3 | 3 |  |

### Sezione 3
|  | Primo turno |                 |                 |   |   |  |
|  |             |                 |                 |   |   |  |
|  | 3           | Ulrikke Eikeri  | Ulrikke Eikeri  | 6 | 6 |  |
|  | WC          | Gabriella Price | Gabriella Price | 1 | 1 |  |

### Sezione 4
|  | Primo turno |                            |   |      |   |  |
|  |             |                            |   |      |   |  |
|  | 4           | Valentini Grammatikopoulou | 6 | 6(1) | 6 |  |
|  |             | Jesika Malečková           | 3 | 7    | 2 |  |